# Лимонный сок

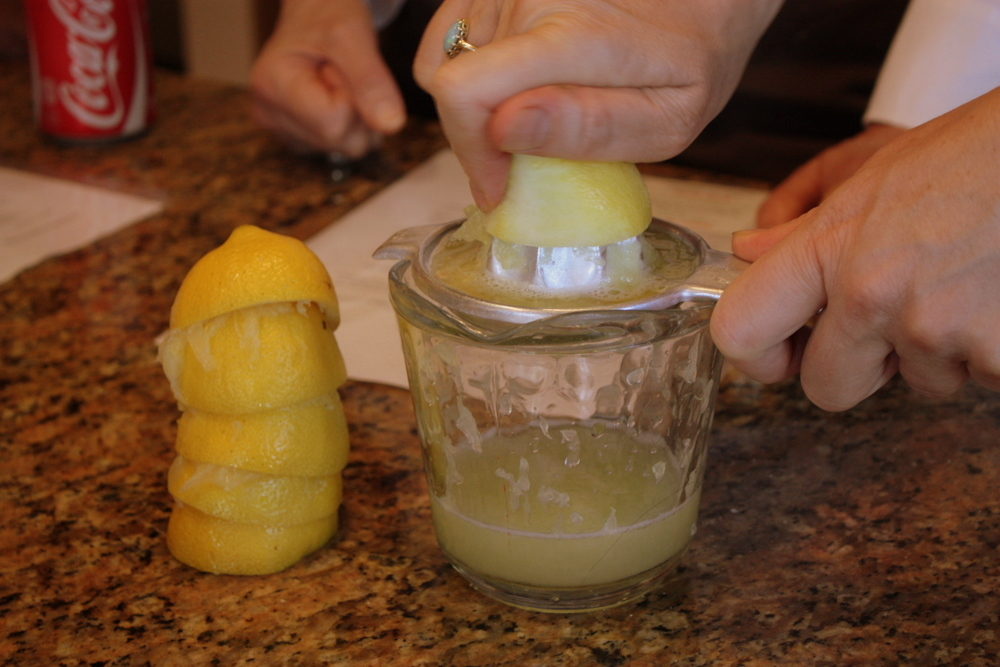
Выжимание лимонов для получения лимонного сока

Лимо́нный сок является главной составной частью лимонада — кисловатого, подслащённого сахаром напитка, который благодаря своему освежающему действию имеет широкое применение. Часто, особенно при приготовлении лимонада заводским путём, лимонный сок заменяется лимонной кислотой. Обыкновенный натуральный лимонад приготовляется таким образом: свежевыжатый лимонный сок растирают с мелко истолчённым сахаром, и полученный сироп разбавляют водой. Шипучий (газированный) лимонад представляет собой водный раствор сахара, лимонного сока или лимонной кислоты, насыщенной углекислым газом. Иногда прибавляют для вкуса различные эссенции — лимонную, померанцевую. Сухой лимонад получается выпариванием досуха лимонного сока с сахаром и растиранием полученной массы в тонкий порошок. Для употребления такой порошок просто растворяют в воде. Если часть воды (не более половины) при приготовлении лимонада заменяется вином, то получается винный лимонад; такой лимонад употребляют как возбуждающее и укрепляющее средство при тяжёлых заболеваниях. Благодаря заключающимся в лимонаде кислотам он освежает и утоляет жажду; в шипучих лимонадах важную роль играет содержащийся в них углекислый газ; последний производит усиленное выделение желудочного сока, повышая его кислотность, улучшает аппетит.
Чистая лимонная кислота, а чаще в виде свежевыжатого лимонного сока, назначалась внутрь при цинге. Лихорадящим больным лимонная кислота предписывалась как утоляющее жажду питьё в виде лимонада, шипучих порошков и так далее. В случае отравления щелочами (содой, поташем) лимонную кислоту использовали как противоядие. Лимоннокислое железо и лимоннокислый хинин употребляли как горькие средства и как препараты железа.
В настоящее время лимонный сок и лимонное масло (лат. Oleum Citri), полученное из свежей кожуры, применяют для улучшения вкуса и запаха лекарств. Были попытки использовать лимонный сок для лечения мочекислого диатеза и отёков; настойку лимонной корки или цедры — как горько-пряное желудочное средство, повышающее аппетит, седативное и противорвотное. Синтетический цитраль применяют при гипертонии и в офтальмологии.